# 르엉끄엉
르엉끄엉(베트남어: Lương Cường, 梁強, 양강, 1957년 8월 15일~)은 베트남 사회주의 공화국의 육군 장군이자 정치인이다. 2024년부터 14대 베트남 국가주석으로 재직하고 있다. 2016년 4월부터 2024년 6월까지는 베트남 인민군 정치 총부장을 역임하였다.
북부 푸토성에서 태어났으며 1978년 8월에 베트남 공산당에 가입하였다. 2021년부터 정치국 위원을 맡았고, 2011년부터 중앙위원회 위원을 맡았다. 2011년부터 2016년까지 베트남 인민군 정치부 부국장을 역임했으며 2019년에 4성 장군으로 진급하였다.
2024년 5월 16일, 쯔엉티마이의 사임에 따라 정치국으로부터 베트남 권력 5위의 사무국 상임위원직을 맡았다. 2024년 10월 21일, 끄엉은 또럼 총비서의 뒤를 이어 베트남 국가주석으로 임명되었다.

## 베트남의 국가주석 (2024년~현재)
국가 서열 5위 수준의 공산당 서기국 상임위원에 임명된 지 5달 만에 국가주석직에 취임하였다.
"조국, 국민, 베트남 사회주의 공화국 헌법에 절대적으로 충성할 것을 엄숙히 맹세한다. 국가와 인민이 나에게 맡겨준 과업을 완수하기 위해 노력하겠다."— 2024년 10월 21일 취임 선서 중에서

### 외교

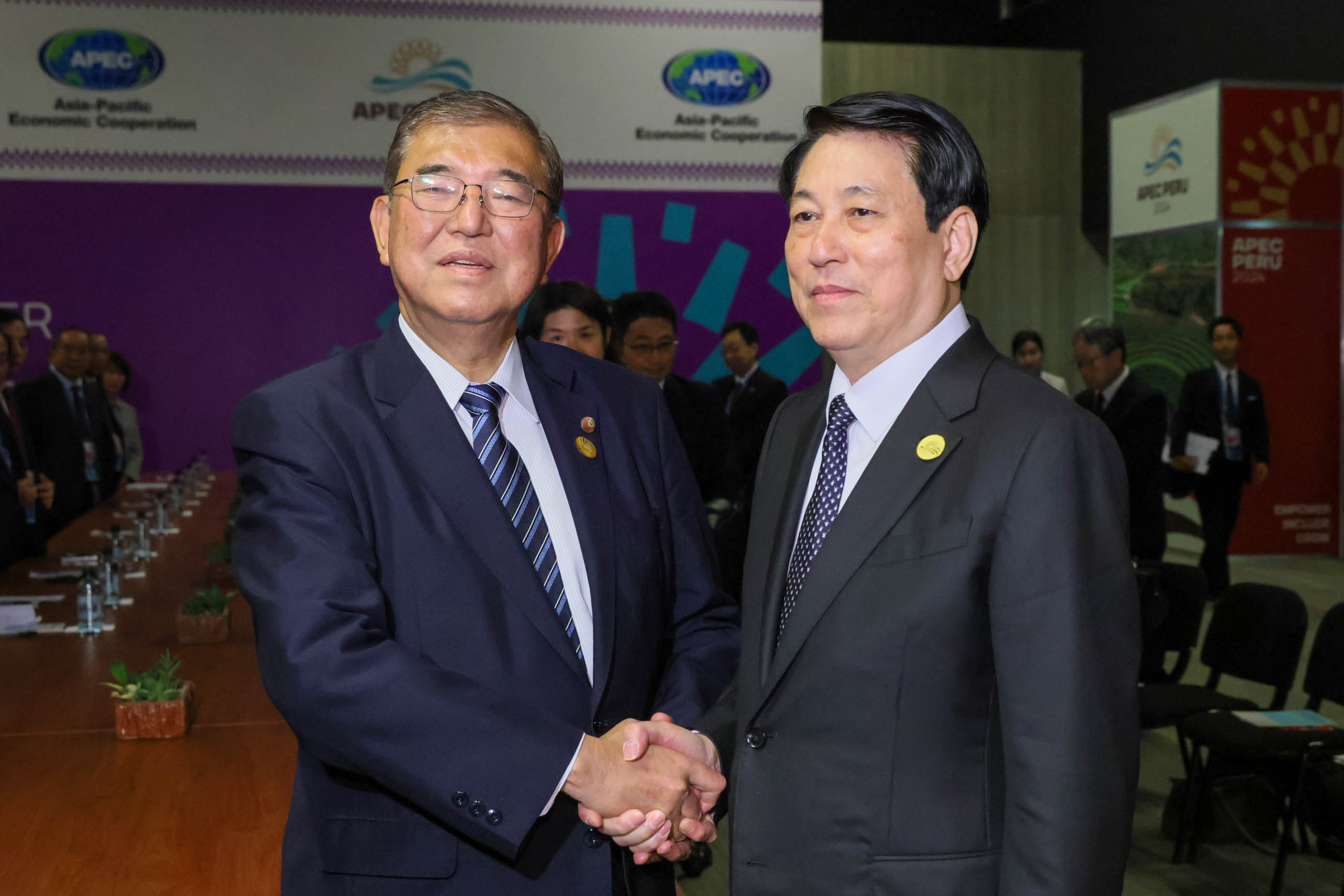
2024년 11월 16일, 리마에서 열린 APEC 페루 2024 정상회의에서 일본 총리 이시바 시게루와 회담하는 꾸엉

2024년 11월 10일, 꾸엉은 칠레를 공식 방문하며 취임 후 첫 해외 순방을 시작했다. 산티아고에 도착하여 가브리엘 보리치 칠레 대통령과 회담했으며, 고 살바도르 아옌데 전 대통령의 생가를 방문하고 유족들과도 만남을 가졌다. 그러나 방문 기간 중 베트남 대표단의 일원이 성폭행 혐의로 체포되는 사건이 발생하였다.
11월 13일, 꾸엉은 페루 리마로 이동하여 APEC 페루 2024 정상회의에 참석하였다. 그는 페루 대통령 디나 볼루아르테로부터 태양 훈장을 수훈하였으며, 정상회의 기간 동안 여러 나라 정상들과 회담을 가졌다.